# حزب العمال البولندي الموحد
حزب العمال البولندي الموحد (بالبولندية: Polska Zjednoczona Partia Robotnicza) وهو حزب شيوعي حكم دولة بولندا من سنة 1948 إلى 1989، هذا الحزب طبق نظريات الماركسية اللينينية، وتمثلت دولتهم بجمهورية بولندا الشعبية والتي تأسست بواسطة الاتحاد السوفيتي بعد طرد الألمان من بولندا في الحرب العالمية الثانية.